# فريق جون سينا
فريق سينا هو فريق مصارعة حرة والذي تمكن من الفوز على فريق السلطة في عرض سرفايفر سريز 2014 وهو مكون من القائد جون سينا و دولف زيجلر و رايباك و إيريك رون و أخيرا بيج شو الذي خان الفريق أثناء المباراة وقد تمكن زيجلر من تحقيق الفوز بعد تدخل ستينغ و مهاجمة تريبل اتش و قام بسحب زيجلر ووضعه فوق سيث رولينز ليثبته وتحقيق الفوز الكبير وقد حازت تلك المباراة على جائزة مباراة العام لسنة 2014.

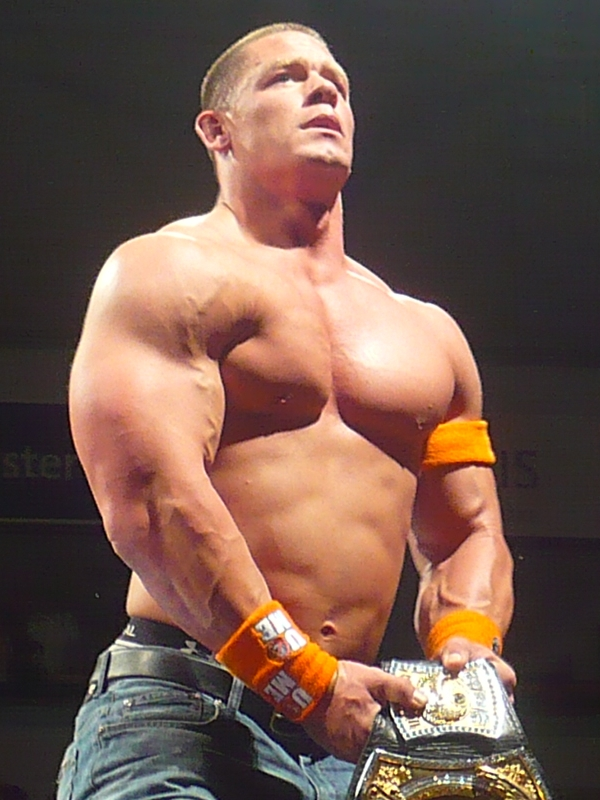
جون سينا قائد الفريق (سنة 2010)
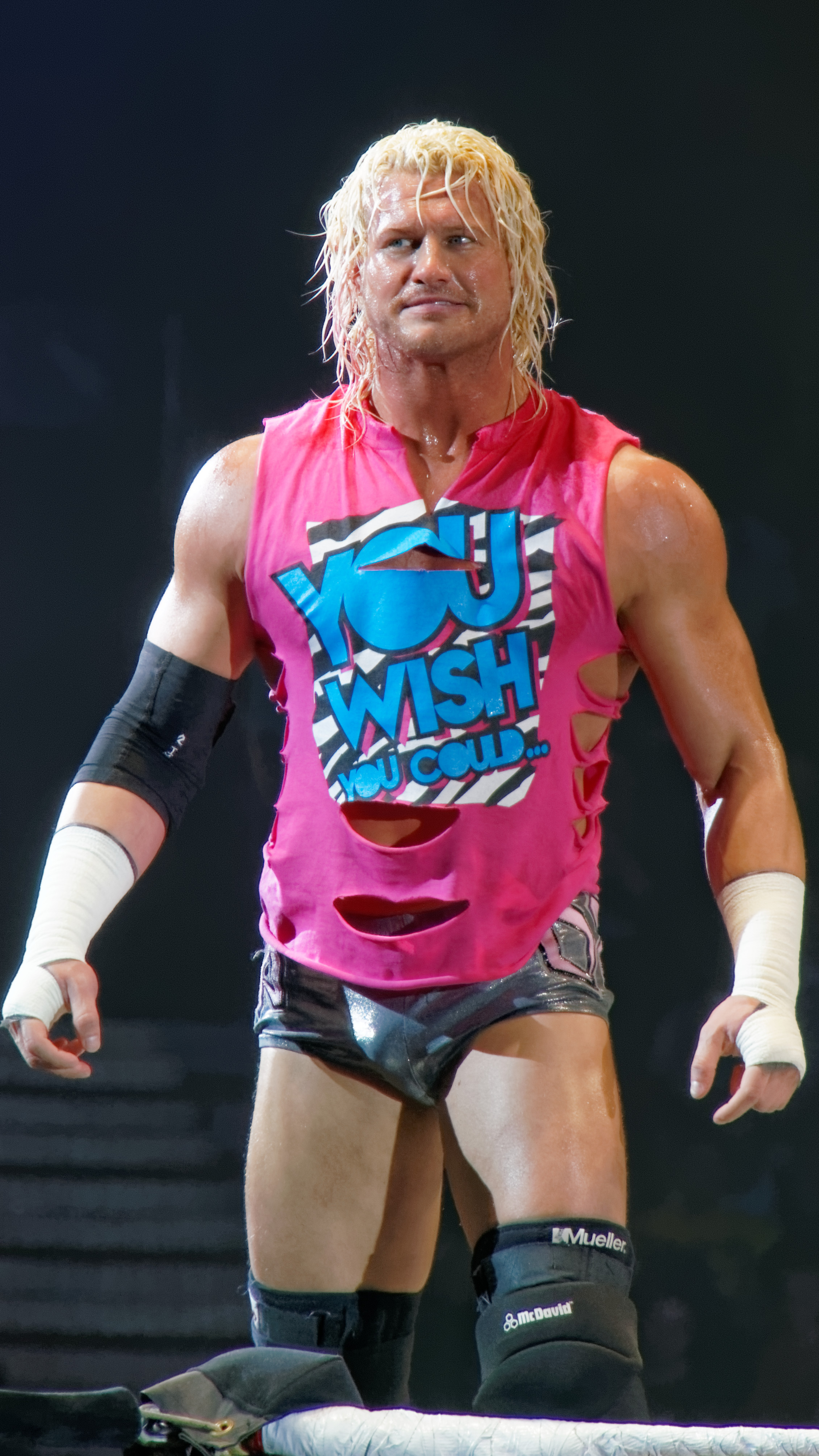
دولف زيجلر
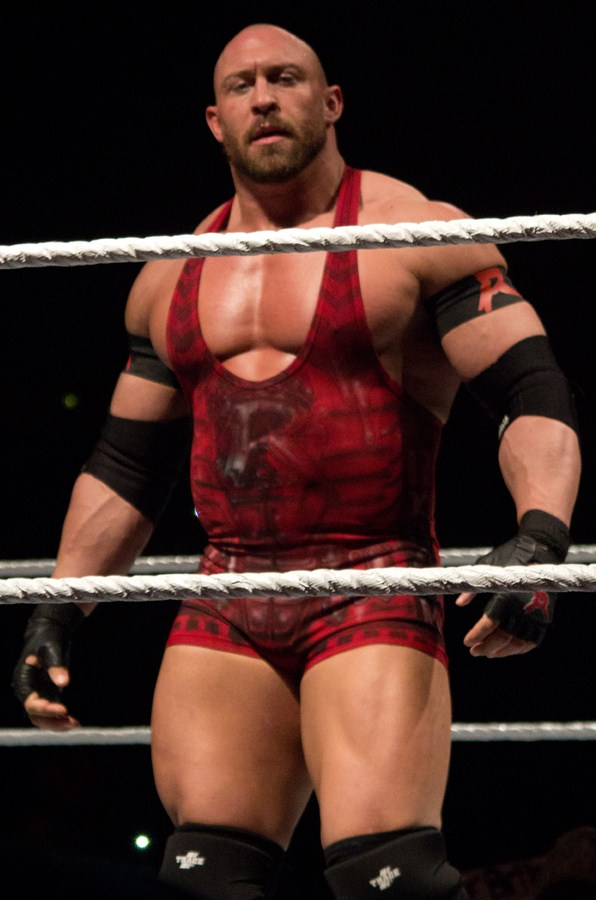
رايباك
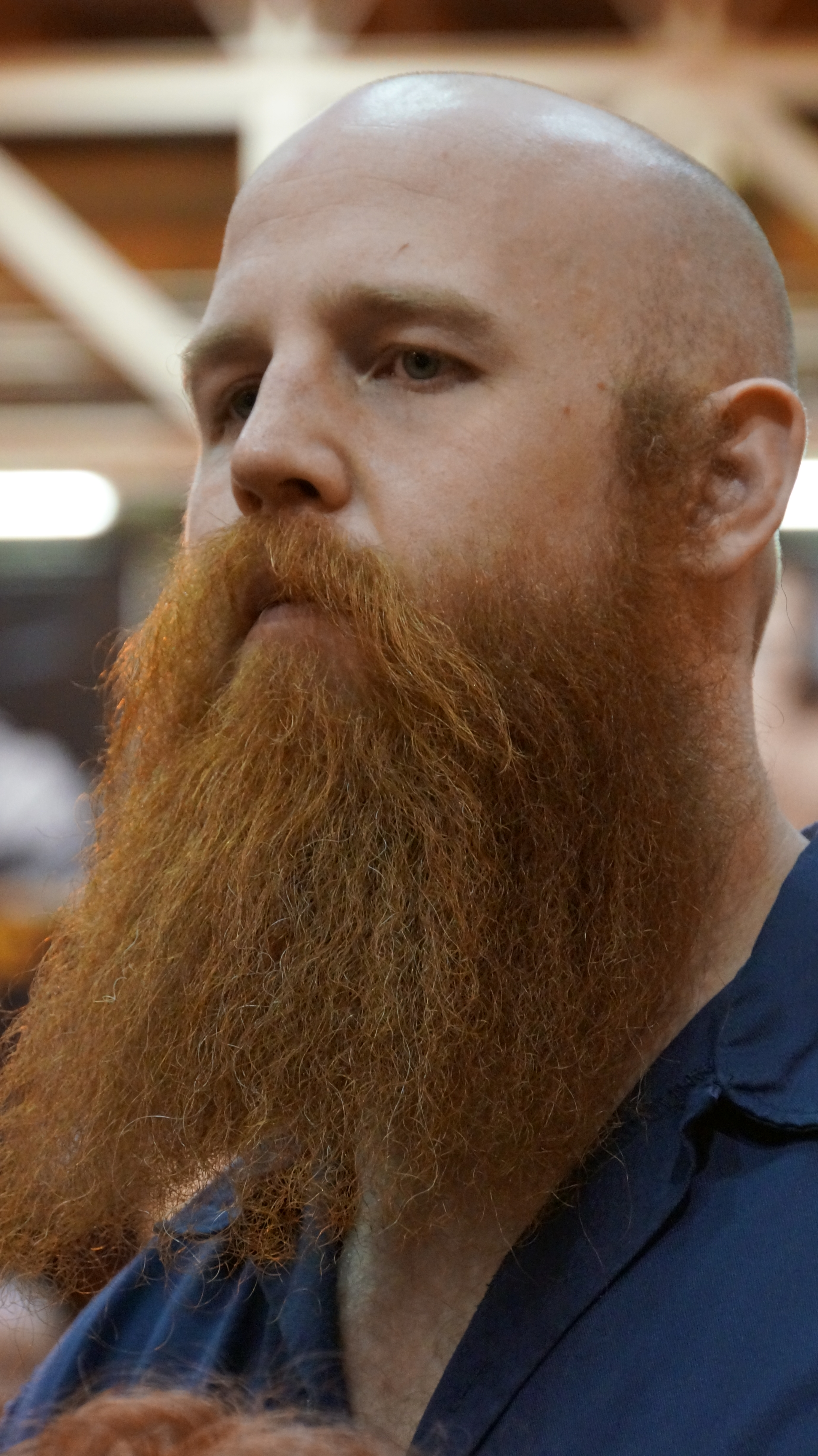
إيريك رون
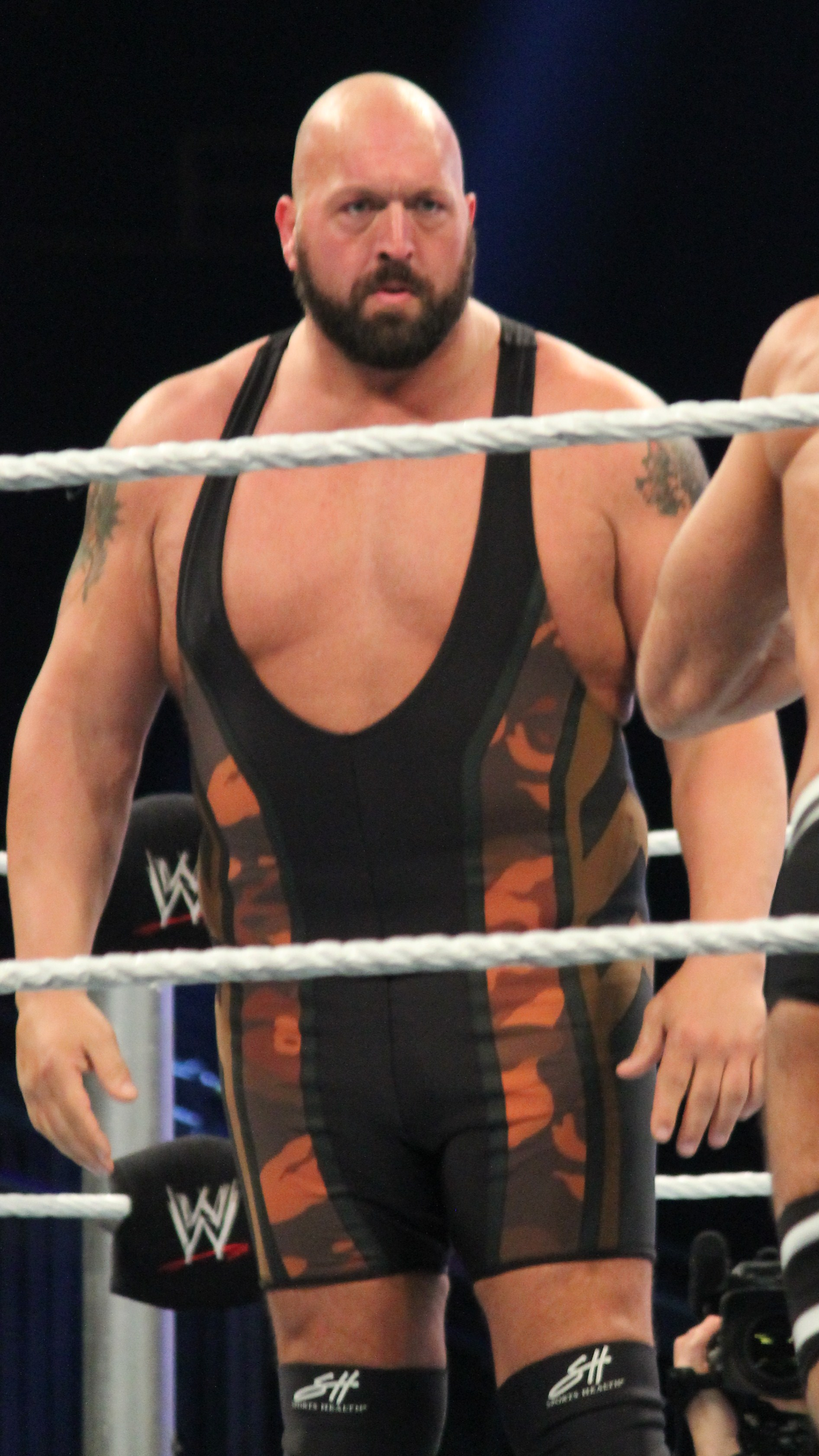
بيج شو